# Ivor Richard
Ivor Richard   (Cardiff, 30 de maig de 1932 - Lambeth, 18 de març de 2018) va ser un polític i advocat gal·lès que fou membre de la Comissió Thorn entre 1981 i 1985 i líder de l'Oposició al Regne Unit.

## Biografia
Va néixer el 30 de maig de 1932 a la ciutat de Llanelli, població situada al comtat de Sir Gaerfyrddin. Va estudiar dret a la Universitat d'Oxford, en la qual es va graduar el 1955.

## Activitat política
Membre del Partit Laborista del Regne Unit l'any 1964 fou escollit diputat a la Cambra dels Comuns pel districte de Barons Court, escó que va mantenir fins al 1974. Aquell any fou nomenat ambaixador permament davant l'Organització de les Nacions Unides (ONU), on hi va romandre durant 5 anys.
El gener de 1981 en la formació de la Comissió Thorn fou nomenat Comissari Europeu de Treball i Assumptes Socials, rebent també les responsabilitats d'Educació i Formació, càrrecs que va ocupar fins al 1985. El 1990 el seu partit el nomenà membre de la Cambra dels Lords, en la qual va esdevenir líder entre 1997 i 1998.